# セイララ・マプスア
セイララ・マプスア（Seilala Mapusua、1980年2月27日 - ）は、サモア出身のラグビー選手。

## プロフィール
- ポジションはウィング(WTB)。
- 身長 180cm、体重 106kg
- サモア代表で、主将を務めたこともある[1]。

## 略歴
ウエスレイ高校卒業後、2002年、スーパーラグビーのハイランダーズに加入。4シーズンプレーした。
2008年、プレミアシップのロンドン・アイリッシュに加入。3シーズンプレーした。
2011年、トップリーグのクボタスピアーズに加入。3シーズンプレーした。
2011年11月19日に行われたトップイーストリーグDiv.1第９節の三菱重工相模原ダイナボアーズ戦に先発出場で日本での公式戦初出場を果たした。
2014年、釜石シーウェイブスに加入。2014年度のすべての試合に出場して、チームのトップチャレンジとトップリーグ入れ替え戦出場に貢献した。
2015年、チームのコーチ兼任選手になったが、2016年、釜石シーウェイブスを退団した。